# Stadion Miejski (Kielce)
Stadion Miejski eller Kolporter Arena er et fodboldstadion, som ligger i den polske by Kielce. Det er hjemmebane for den polske Ekstraklasa-klub, Korona Kielce. Stadion stod færdigt i 2006, og kan rumme omkring 15.500 tilskuere.
 Der er for få eller ingen kildehenvisninger i denne artikel, hvilket er et problem. Du kan hjælpe ved at angive troværdige kilder til de påstande, som fremføres i artiklen.

50°51′41″N 20°37′29″Ø / 50.8614°N 20.6247°Ø